# Kuiken (vogel)

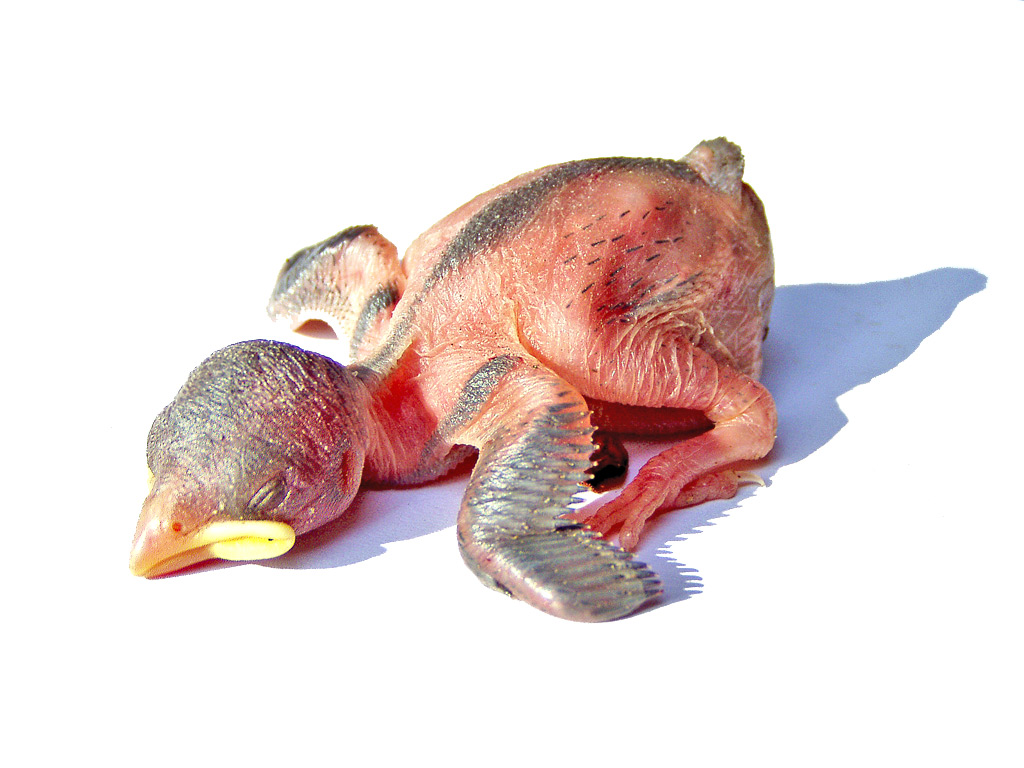
Het kuiken van een huismus is na de geboorte nog kaal en hulpeloos

Een kuiken is het jong van een vogel. De term wordt in het bijzonder gebruikt voor het jong van een hoendervogel, zoals een kip. Kuikens worden geboren in een nest. Sommige kuikens die in een nest in een boom geboren worden, verdringen na hun geboorte de overige (onuitgekomen) eieren uit het nest, om hun kans op overleven te vergroten.
Kuikens hebben over het algemeen een zeer intensieve verzorging nodig. De verzorging wordt vrijwel altijd door de moeder op zich genomen, soms samen met de vader. Er zijn weinig vogels waarbij uitsluitend de vader voor de jongen zorgt. Bij veel vogels vliegt de moeder af en aan met voedsel om de jongen voldoende te voeden. Bij andere vogels, zoals pinguïns, eten de jongen braaksel uit de keel van hun moeder. Bij weer andere vogels kunnen de kuikens direct hun eigen voedsel zoeken. Kippenkuikens zijn hiervan een bekend voorbeeld. Het vrouwtje van de koekoek legt haar eieren in het nest van een andere vogel, deze soort zorgt dus helemaal niet voor haar kuikens.

## Lichaamsbouw
Kuikens hebben een plomp lijf, een verhoudingsgewijs grote kop, een grote snavel en grote ogen. Ook veel jongen van andere dieren, waaronder de mens, hebben bij de geboorte een verhoudingsgewijs groot hoofd.
Aanvankelijk bestaat de vacht van een kuiken uitsluitend uit dons, maar al na enkele dagen verschijnen de eerste veertjes.
Wie daarop niet getraind is, kan aan de buitenkant van het kuiken moeilijk zien of het vrouwelijk of mannelijk is. Bij sommige rassen is het onderscheid te maken aan de hand van de kleur van het kuiken, bij andere rassen is het mannelijke kuiken groter dan het vrouwelijke. Getrainde mensen maken het onderscheid met behulp van kuikenseksen.

## Kippenkuikens

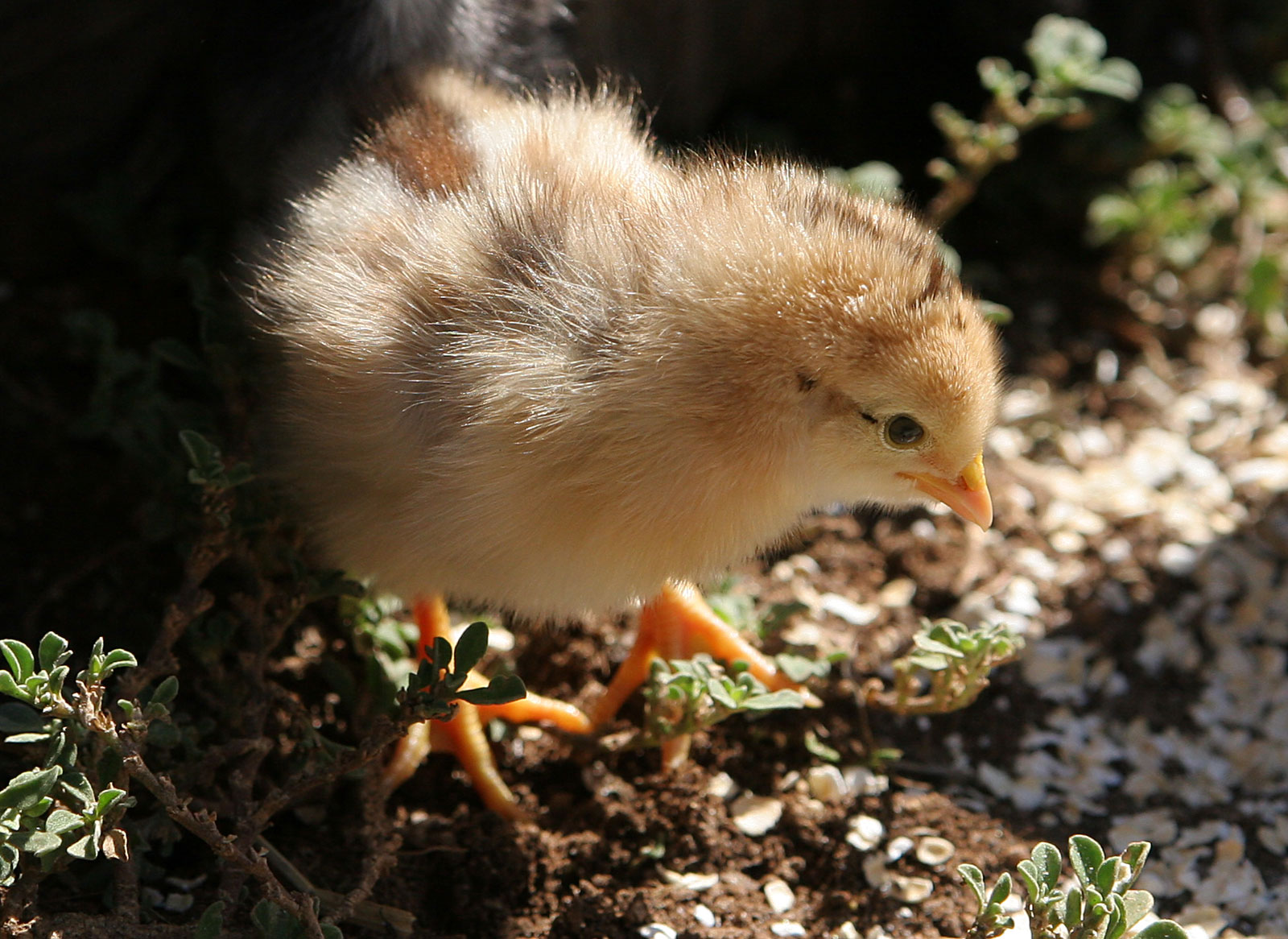
Kippenkuiken

Kippenkuikens zijn de eerste tijd erg kwetsbaar. Ze zijn een gemakkelijke prooi voor roofvogels, katten en andere roofdieren. Kuikens kunnen nadat ze uit het ei gekropen zijn meteen lopen, eten en piepen. Ze zullen de eerste dagen vooral doorbrengen tussen het zachte, warme dons van de moederkloek, daarna zullen ze steeds meer gaan rondscharrelen. De moederkip zal haar jongen zoveel mogelijk beschermen. Kuikens leren onder meer door het gedrag van hun moeder te kopiëren. Ander gedrag is genetisch bepaald. Zo zullen ook in een broedmachine geboren kuikens bij beweging boven hen zo snel mogelijk vluchten naar een beschutte plek.

## Trivia
- Het woord kuiken (ook wel kieken of uilskuiken) wordt ook gebruikt als synoniem voor sufferd.